# نئوداروینیسم

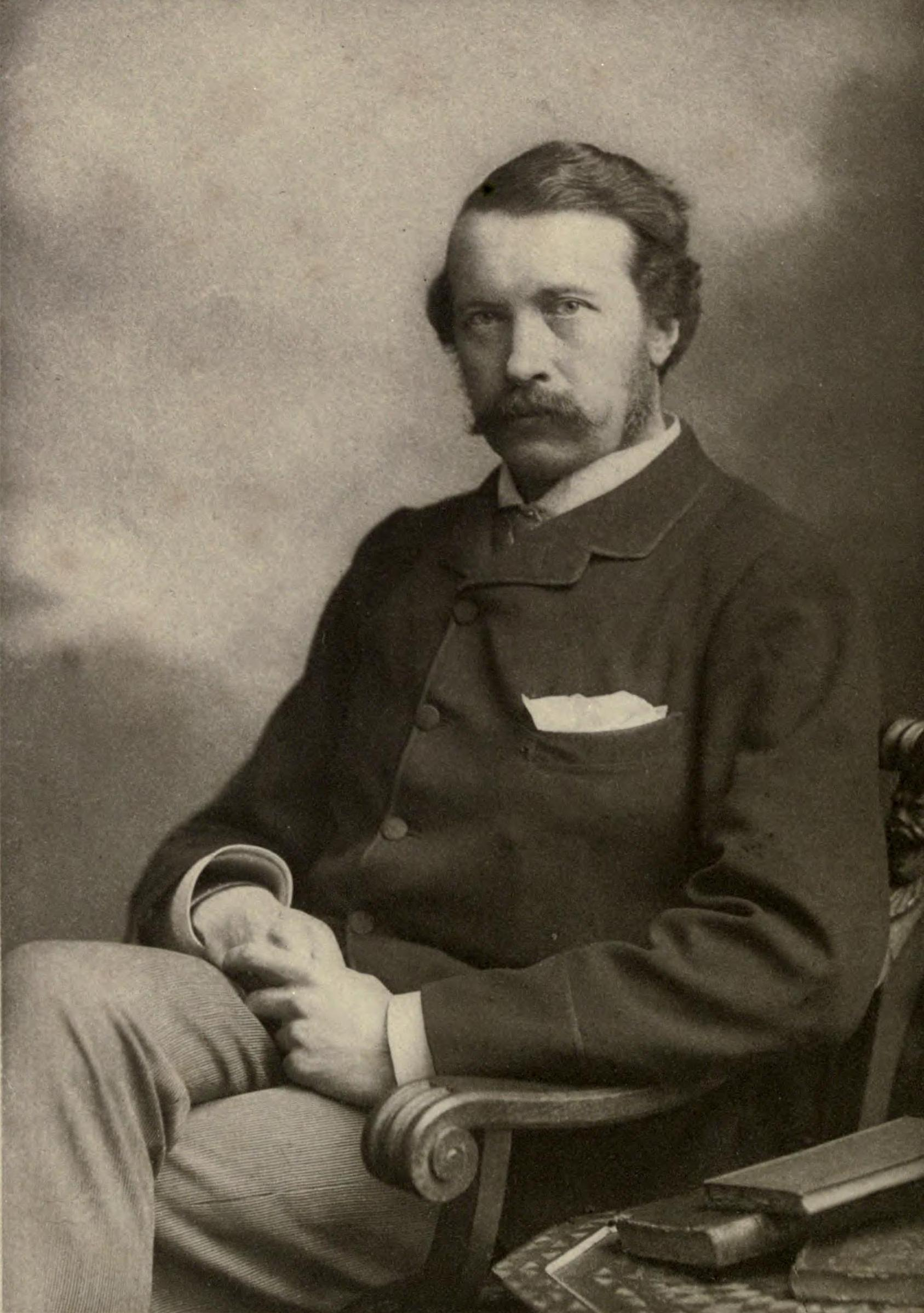
جرج رومنس در ابتدا از «نئوداروینیسم» در سال ۱۸۹۵ برای اشاره به اصلاح اولیه نظریه داروین استفاده کرد.

نئوداروینیسم (انگلیسی: Neo-Darwinism) به‌طور کلی برای توصیف هرگونه ادغام نظریه فرگشت چارلز داروین توسط انتخاب طبیعی با نظریه ژنتیک گرگور مندل استفاده می‌شود.